# Upplands runinskrifter 1097
Stenen står vid vägen i Sundbro i Bälinge socken norr om Uppsala. Enligt Olof Celsius den äldre låg stenen på Per Ersons åker som kallades Runstensåkern på södra gärdet, en bit bort från byn. Stenen flyttades och var under en tid försvunnen. Troligtvis byggdes den in i nämndemannen Anders Anderssons hus i Sundbro.
År 1928 kom runstenen i dagen genom folkskollärarens Joel Hanssons förtjänst, då denna kontaktat Riksantikvarieämbetet om stenens riskabla situation.
Stenens övre yta är nött av fottramp då den låg i gångvägen till en ladugård.
I nedre delen av runstenen finns en repstav som avslutas med ett drakhuvud och påminner till viss del om repstaven på U 1093. Se även U1041, som har ett liknande drakhuvud på runband och U1079. U 1041 är signerad av Ingulv, och det finns några likheter med Ingulvs ristningar, framför allt osäkra linjeföringen. I övrigt är repstaven ett särskilt förekommande ornament i dessa trakter och finns på U 1079, 1080, 1089, 1093, 1097, 1100, 1110, 1111, 1119, 1122, 1131, 1047 och 1148.

## Se även

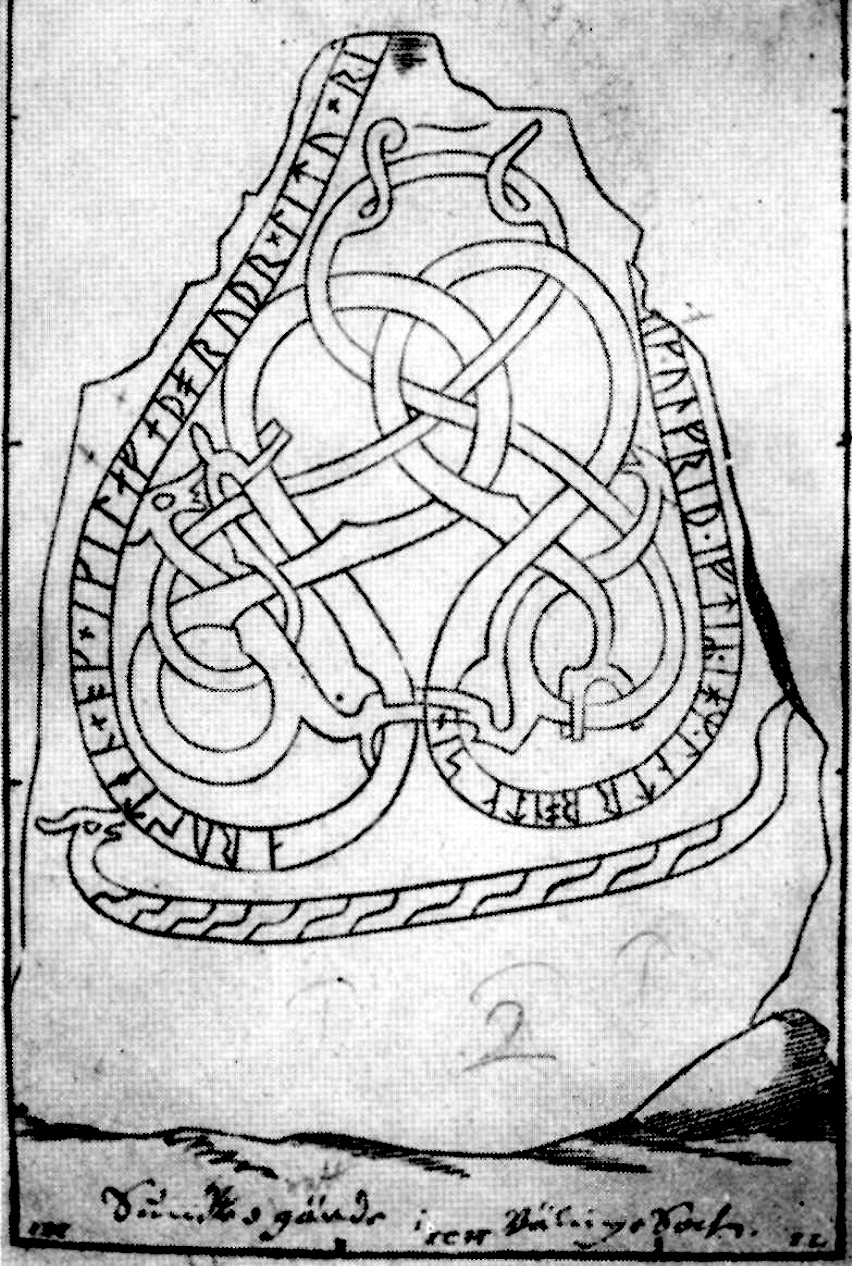

## Inskriften
Translitterering av runraden:
ar_sten : ok : ikilef : þoruþr : [litu x ri]... uk : ulfr[iþ] : iftiR : [i]hmuntr : b[onta] sin[n]
Normalisering till runsvenska:
Harðstæinn ok Ingilæif (ok) Poruðr letu ræisa... ok Holmfrið æftiR Agmund, bonda sinn.
Översättning till nusvenska:
Hårdsten och Ingelev och Torunn läto resa... och Holmfrid efter Agmund, sin man.